# Ariarathes VI của Cappadocia
Ariarathes VI Epiphanes Philopator (tiếng Hy Lạp: Ἀριαράθης Ἐπιφανής Φιλοπάτωρ, Ariaráthēs Epiphanes Philopator; trị vì 130-116 TCN hoặc 126 TCN-111 TCN), vua của Cappadocia, là con trai út của Ariarathes V. Ông trị vì khoảng 14 năm (130-116 TCN). Ông lên ngôi khi còn nhỏ tuổi, chính vì vậy mà quyền lực  nằm trong tay của mẹ ông Nysa. Vào một thời điểm nào đó, mẹ ông dường như đã đầu độc 5 anh em của Ariarathes,nhưng vị vua trẻ đã giữ được mạng sống bởi những thần dân trung thành và Nysa bị giết chết. Những sự thật này là một lý do tốt cho Mithridates Euergetes (151-120 TCN), vua của Pontus, để cố gắng  khẳng định quyền kiểm soát trên toàn vương quốc. Để làm điều này, ông gả con gái mình Laodice cho Ariarathes. Nhưng điều đó không đủ để biến Cappadocia thành một quốc gia vệ tinh của Pontus. Laodice sinh cho Ariarathes một con gái và hai con trai: Nysa, kết hôn với vua Nicomedes III Euergetes của Bithynia; Ariarathes VII Philometor và Ariarathes VIII Epiphanes.
Con trai của Mithridates Euergetes,Mithridates VI đã sử dụng Gordius, một quý tộc Cappadocia, để ám sát Ariarathes. Sau khi ông mất, vương quốc của ông được cai trị bởi vợ cũ của Ariarathes,và một thời gian ngắn sau đó là Nicomedes III, vua Bithynia, người đã kết hôn với Laodice, góa phụ của vị vua cũ. Nhưng Nicomedes III đã sớm bị trục xuất bởi Mithridates VI, người đã đặt lên ngai vàng Ariarathes VII, một con trai của Ariarathes VI.